# ابراهیم‌آباد جدیدی
ابراهیم‌آباد جدیدی یا ابراهیم‌آباد چشمه نظر روستایی در دهستان بهادران بخش مرکزی شهرستان مهریز استان یزد ایران است.

## جمعیت
بر پایه سرشماری عمومی نفوس و مسکن در سال ۱۳۹۵ جمعیت این روستا ۴۶ نفر (۹خانوار) بوده‌است.